# McLaren Automotive
McLaren Automotive Limited (укр. Мак-Ла́рен) — британський 
виробник спортивних авто. Веде відлік з 1963 року та є частиною McLaren Group, куди також входять команда Формули-1 та кілька технологічних компаній. 1989 року створено підрозділ McLaren Cars з метою виробництва «цивільних» спортивних авто на базі технологій, відпрацьованих у перегонах Формули-1.

## Історія

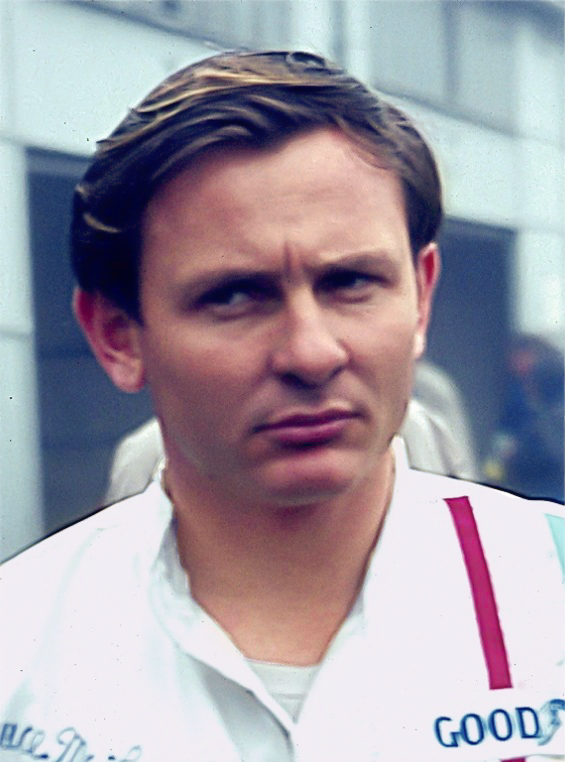
Брюс Мак-Ларен

## Автівки

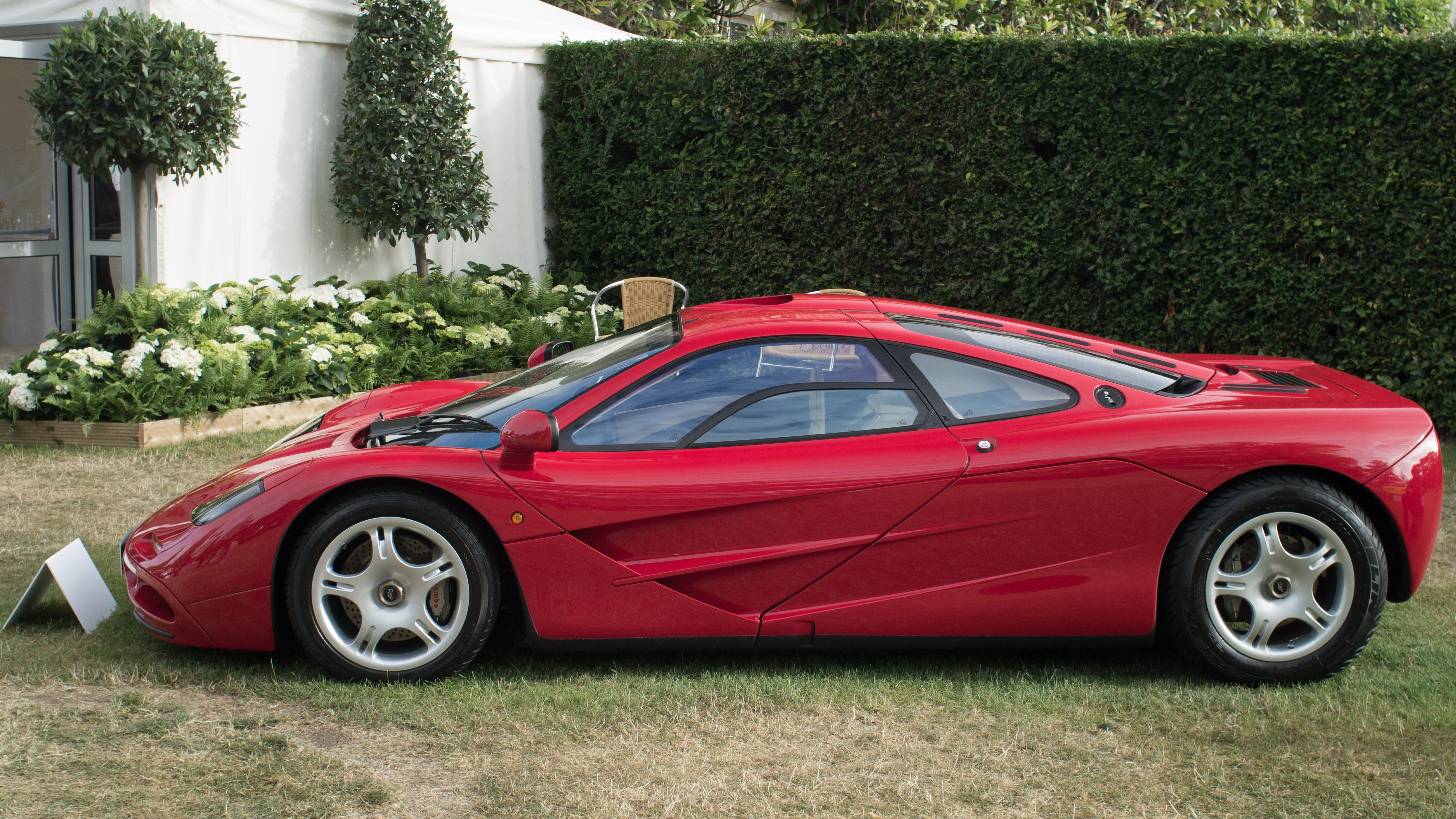
McLaren F1
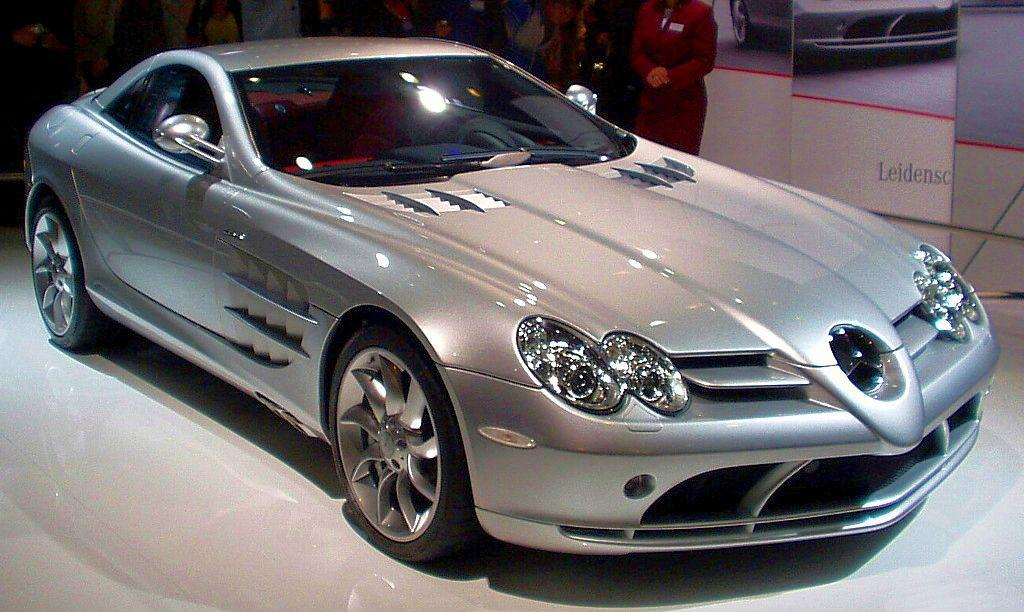
Mercedes-Benz SLR McLaren
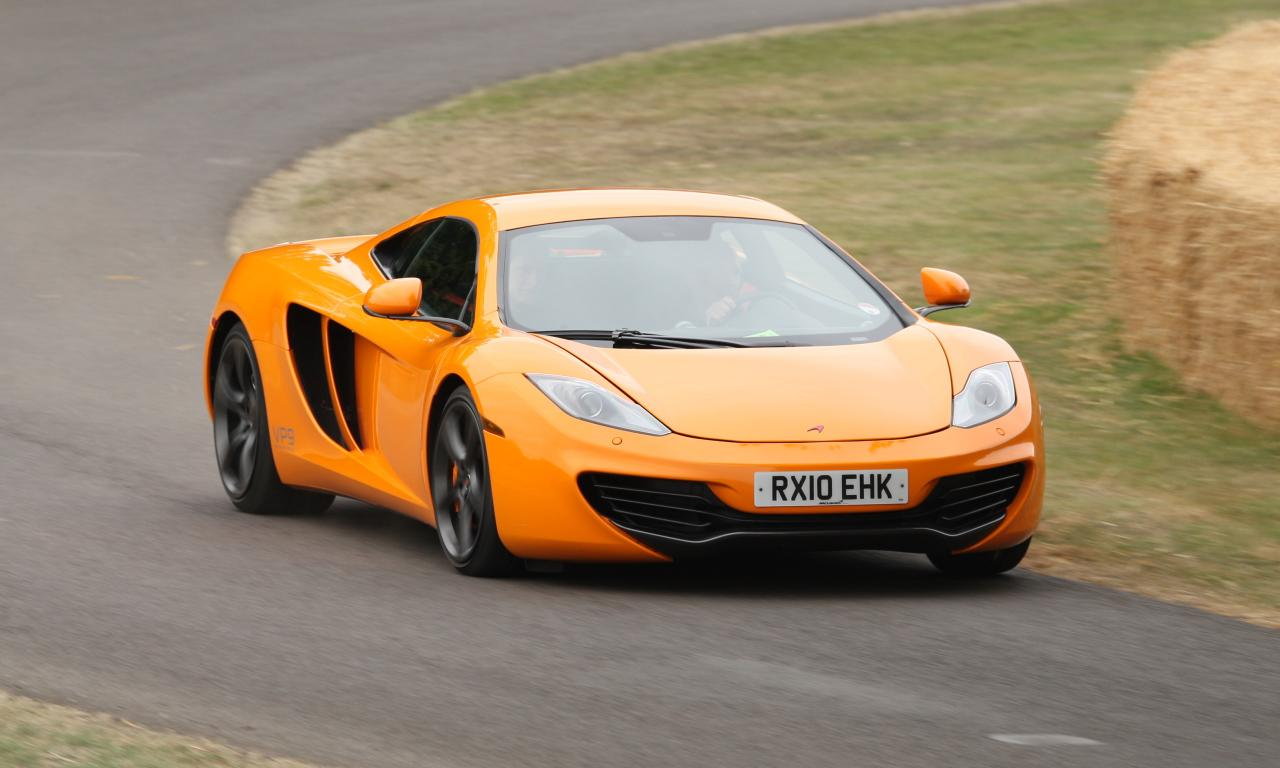
McLaren MP4-12C
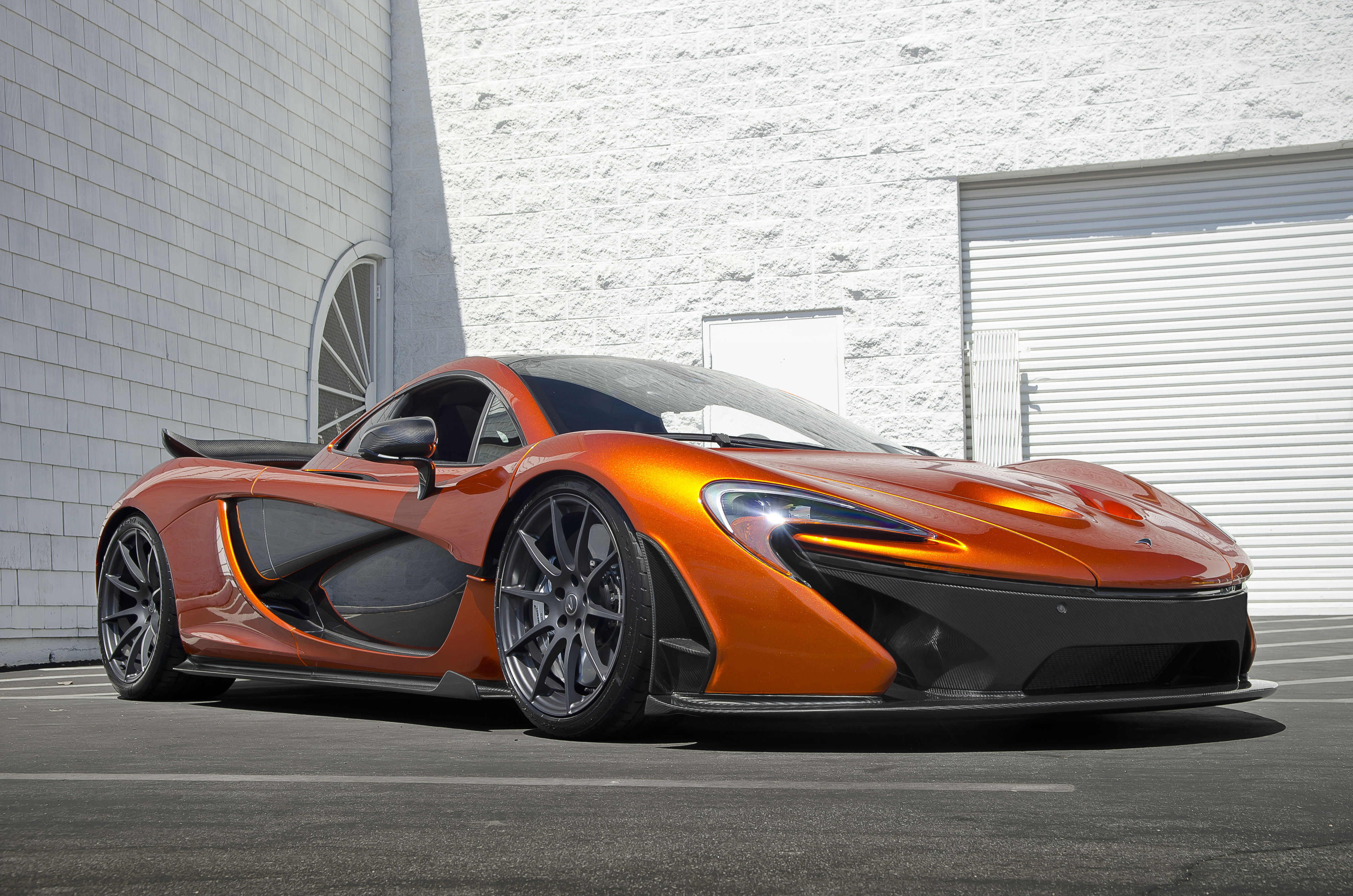
McLaren P1
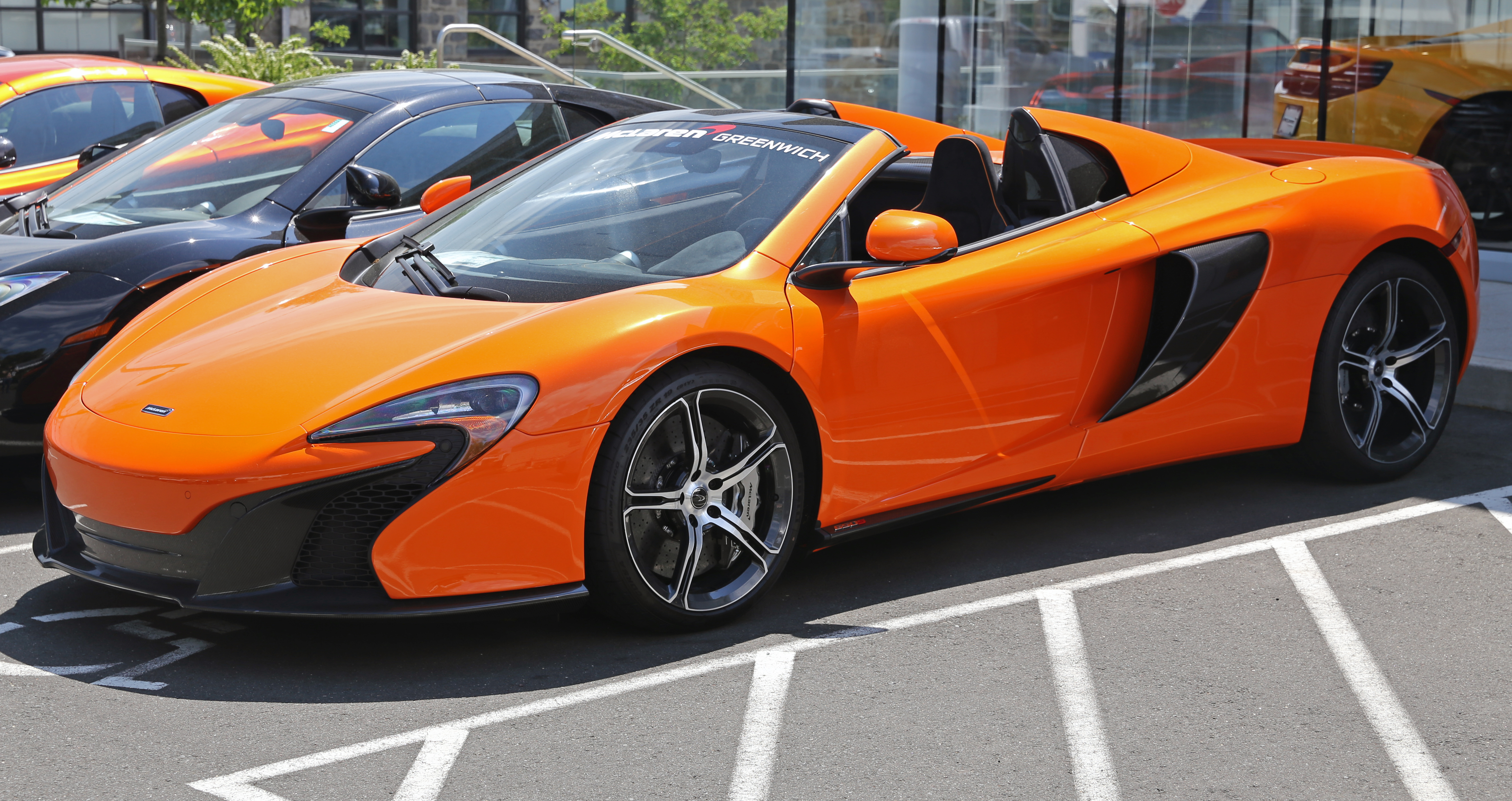
McLaren 650S
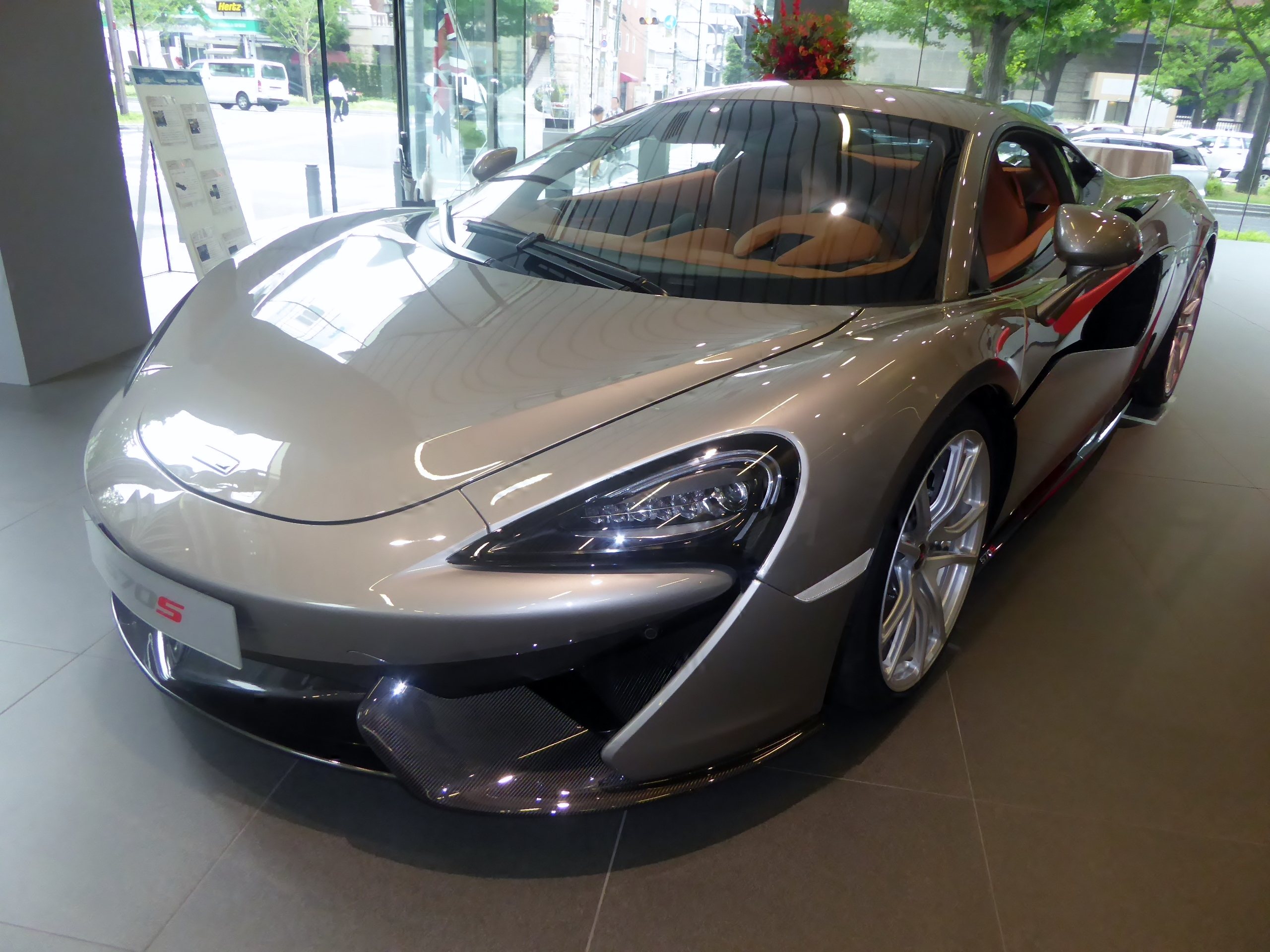
McLaren 570S
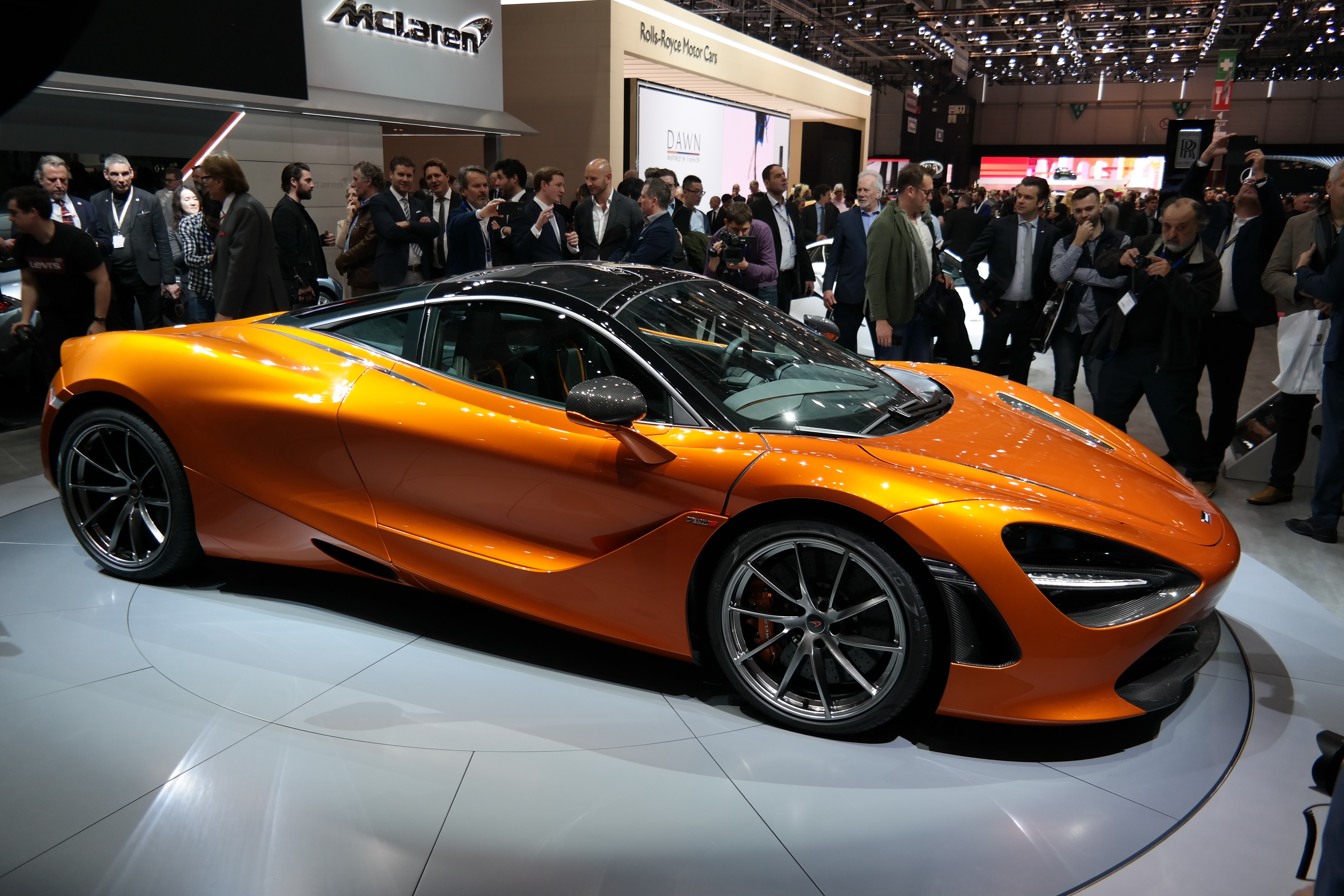
McLaren 720S
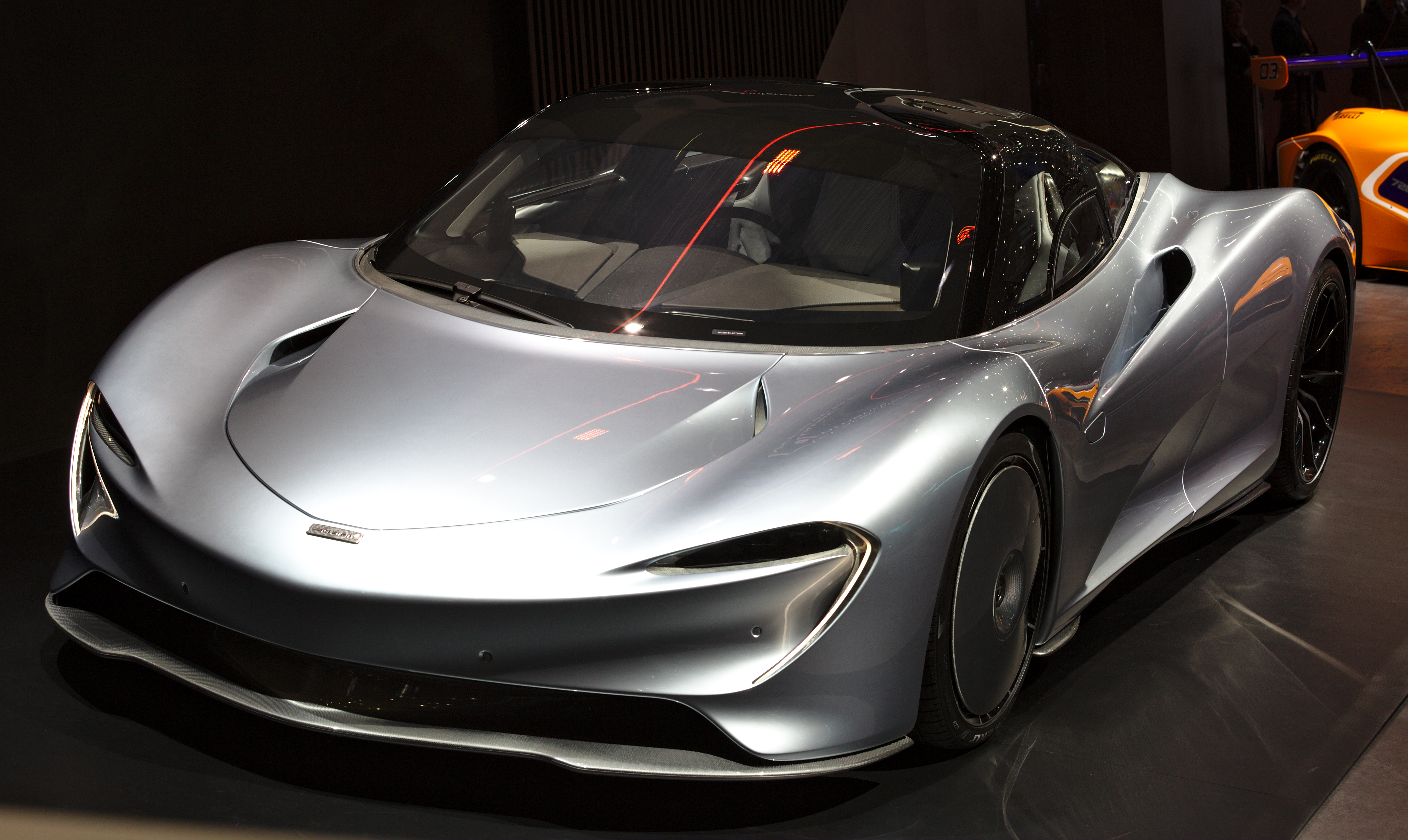
McLaren Speedtail
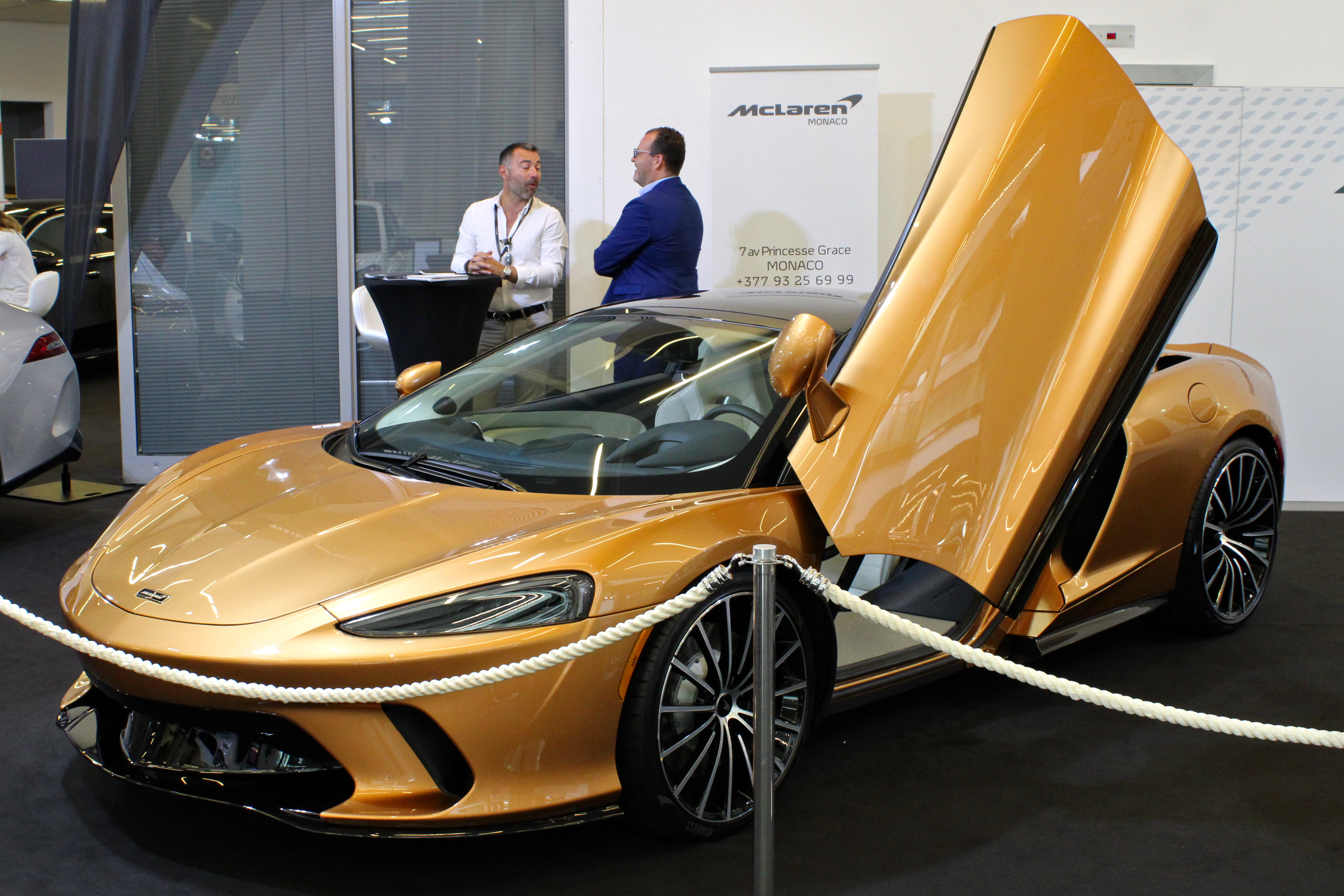
McLaren GT